# Georg Wilhelm Köhler
Georg Wilhelm Köhler (* 2. Juli 1874 in Berlin; † 15. Juli 1929 in Darmstadt) war ein deutscher Professor für Maschinenbau.

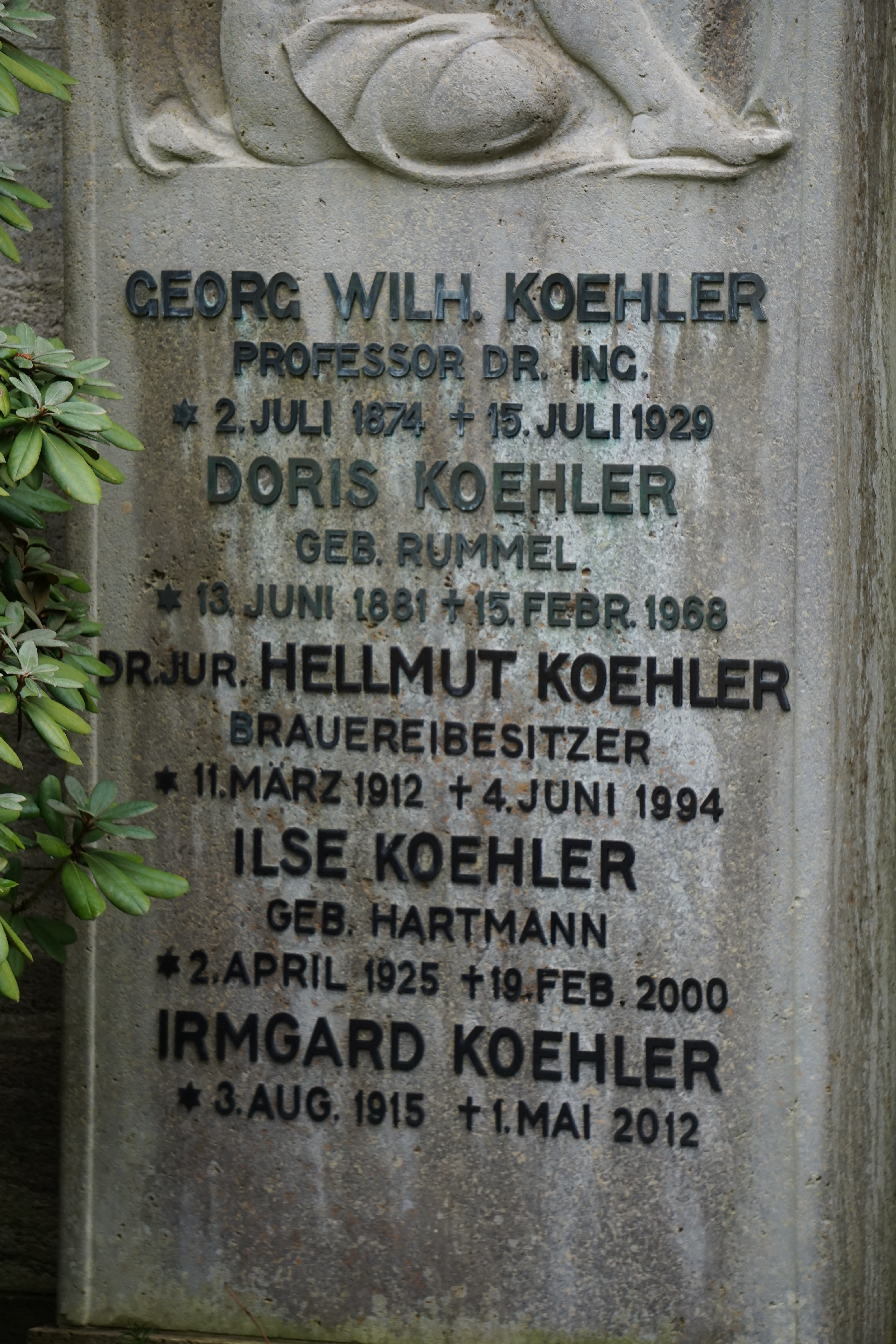
Grabschild des Familiengrabes Köhler auf dem Alten Friedhof in Darmstadt

## Leben und Wirken
Georg Wilhelm Köhler wurde im Juli 1874 als Sohn des Regierungsrats Karl Köhler und seiner Ehefrau Mathilde Stiebitz in Berlin geboren.
1901 absolvierte er die Staatsprüfung Maschinenbau in Berlin. 1902 war er an einem Forschungsprojekt im Auftrag des Vereins der Ingenieure in Karlsruhe beschäftigt. Am 11. März 1905 wurde er an der TH Karlsruhe zum Dr.-Ing. promoviert. Im Jahr darauf habilitierte er sich an der TH Darmstadt für das Fach Lasthebemaschinen und Förderanlagen für Massengüter und wurde zum Privatdozenten für dieses Gebiet ernannt. Am 1. April 1908 erhielt er eine außerordentliche Professur für Lasthebemaschinen. Am 4. Januar 1911 wurde er zum Honorarprofessur in der Abteilung Maschinenbau ernannt.
Erst 1920 wurde an der TH Darmstadt ein eigenständiger Lehrstuhl VI für Hebemaschinen, Förderanlagen, Dampfkessel und Maschinenzeichnen für Bauingenieure eingerichtet. Auf diesen wurde Georg Wilhelm Köhler berufen, der sich 1906 über ein ähnliches Thema habilitiert hatte. Der Lehrstuhl war in der Nord-Ost-Ecke im ersten Stock des Hauptgebäudes untergebracht.
Prof. Dr.-Ing. Georg Wilhelm Köhler wurde am 13. Januar 1925 durch Verfügung des Hessischen Ministeriums für Arbeit und Wirtschaft zum staatlichen Prüfungskommissar des Polytechnikums Friedberg bestellt. Seine Bestellung erfolgte auf Ersuchen der Lehranstaltsleitung gemäß Artikel 11 des „Gesetzes, die Errichtung und Leitung von technischen Privatunterrichtsanstalten betreffend“. Die Aufgaben eines Kommissars bestanden in der Teilnahme an den Abschlussprüfungen der Lehranstalt und der Mitunterschrift der Abgangszeugnisse.
1928/29 war er Dekan der Abteilung Maschinenbau, Papier- und Gasingenieurwesen, Flugtechnik und Flugmeteorologie.
Köhler starb überraschend im Juli 1929 im Alter von nur 55 Jahren an den Folgen einer Operation. Er war seit 1910 verheiratet mit Christine Dorothea Rummel. Später wurde er zusammen mit seiner Frau dem Familiengrab Köhler auf dem Alten Friedhof in Darmstadt beigesetzt.